# Matrice de compatibilité

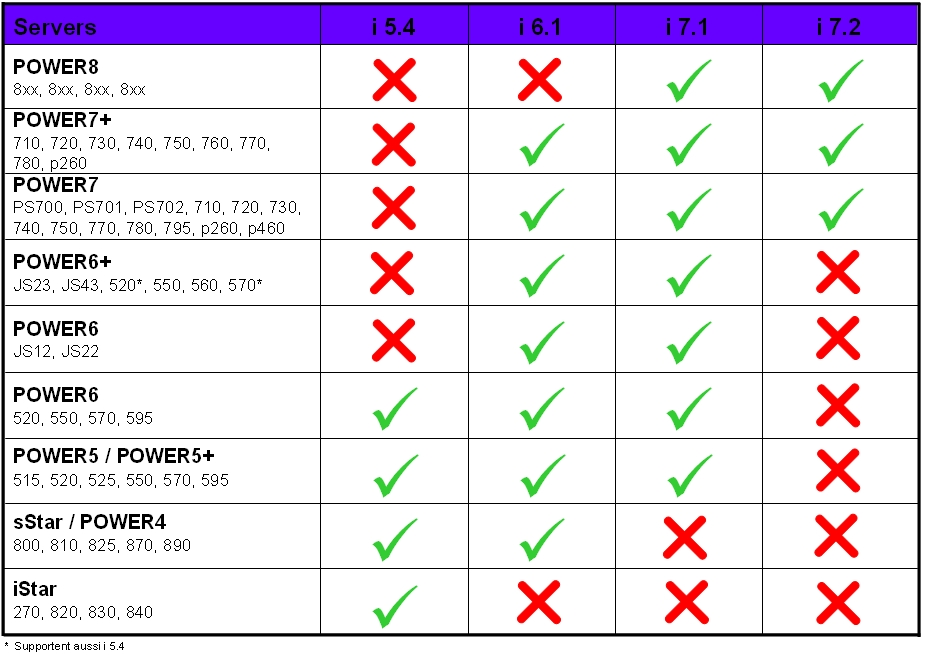
Exemple de matrice de compatibilité.

La matrice de compatibilité est un outil classique de la gestion de la qualité. Sa finalité est de permettre de retenir un choix entre plusieurs solutions.
Dans un premier temps, le groupe doit définir trois critères, qui lui permettront ensuite de choisir la ou les solutions les plus appropriées (exemples : efficacité, coût, rapidité, facilité de mise en œuvre, sécurité, confort, environnement, etc.).
Ensuite, le groupe liste toutes les solutions possibles en utilisant le remue-méninges.
Enfin, il évalue chaque solution en utilisant une "matrice de compatibilité". Cette méthode consiste à évaluer la compatibilité des solutions avec les critères qui ont été définis, et de reporter le résultat dans un tableau en utilisant les signes suivants :
- « + » si la solution est compatible avec le critère
- « - » si la solution est incompatible avec le critère
- « = » si la solution est indépendante du critère
- « ? » si la relation entre la solution et le critère est inconnue

Les solutions à retenir sont celles qui ont obtenu le plus de signes « + ». Un signe « - » élimine la solution.